# Верлюг (деревня)
Верлюг — опустевшая деревня в составе Опаринского района Кировской области.

## География
Находится на расстоянии примерно 32 километра по прямой на запад-юго-запад от районного центра поселка Опарино.

## История
Известна с 1891 года, когда в ней было учтено 2 семьи, в 1950 году дворов 14 и жителей 42, в 1989 году 2 жителя. До 2021 года входила в Опаринское городское поселение Опаринского района, ныне непосредственно в составе Опаринского района. По состоянию на 2020 год опустела.

## Население
Постоянное население составляло 1 человек (русские 100 %) в 2002 году, 1 в 2010.